# Горы Рувензори (национальный парк)
Горы Рувензори (англ. Rwenzori Mountains) — национальный парк в Уганде, в горах Рувензори. На территории парка, которая составляет почти 1 тыс. км², расположена третья по высоте вершина в Африке (пик Маргерита, 5109 м), многочисленные водопады, озёра и ледники. Парк известен богатым и специфичным видовым разнообразием произрастающих в нём растений.
С 1941 года горная территория охранялась как лесной заповедник, в 1991 году образован национальный парк. В 1994 году парк был включён в список Всемирного наследия ЮНЕСКО. Горы Рувензори были оккупированы повстанцами с 1997 по 2001 год. Из-за недостатка ресурсов и общей нестабильности национальный парк с 1999 по 2004 год находился в списке объектов Всемирного наследия под угрозой уничтожения.

## География
Национальный парк Горы Рувензори расположен на юго-западе Уганды у границы с Демократической Республикой Конго. На территории ДРК расположен приграничный национальный парк Вирунга, также имеющий статус объекта Всемирного наследия. Рувензори-Маунтинс располагается в округах Бундибугио, Кабароле и Касесе, в 25 км от небольшого городка Касесе. Размеры парка — 120 на 48 км; 70 % его территории (996 км²) расположено выше 2500 м.
В парк входят центр и восточная половина покрытых оледенением гор Рувензори, высота которых превышает высоту Альп. Заснеженные пики Рувензори возвышаются над сухими приэкваториальными долинами. Наряду с третьей по высоте вершиной Африки пиком Маргерита (5109 м) на территории парка расположены четвёртая и пятая по высоте вершины африканского континента — гора Спеке и гора Бейкер. Снежные поля и ледники с водопадами делают национальный парк одним из наиболее красивых мест в Африке.

## Растительный и животный мир
В парке обитает много эндемиков и несколько исчезающих видов, имеется высокое биоразнообразие растений и деревьев, в том числе гигантский древовидный вереск. В парке выделяют 5 высотных зон, в которых обитают 89 видов птиц, 15 видов бабочек и 4 вида приматов. В различных зонах парка обитают: лесной слон, шимпанзе, даманы, чёрно-белый колобус, бородатая мартышка, дукеры и гребенчатый турако.

## Туризм
Парк управляется государственным агентством «Национальные парки Уганды», входом в парк служит город Касесе, расположенный в 437 км к западу от столицы страны города Кампала. В Касесе есть гостиницы, в парке разрешено разбивать лагерь. Среди интересных пешеходных и скалолазных маршрутов с необычными видами, некоторые из которых также оборудованы хижинами для ночлега, наиболее популярен семидневный поход вокруг парка.

## Фотографии парка

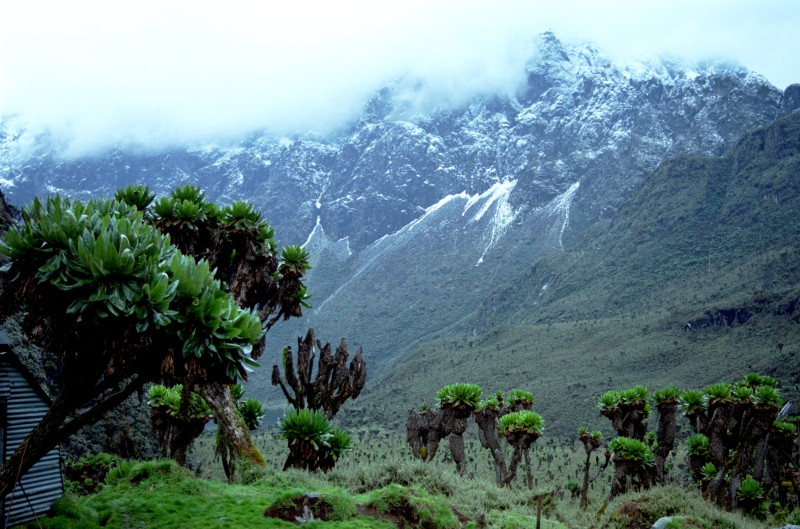
Горы Рувензори
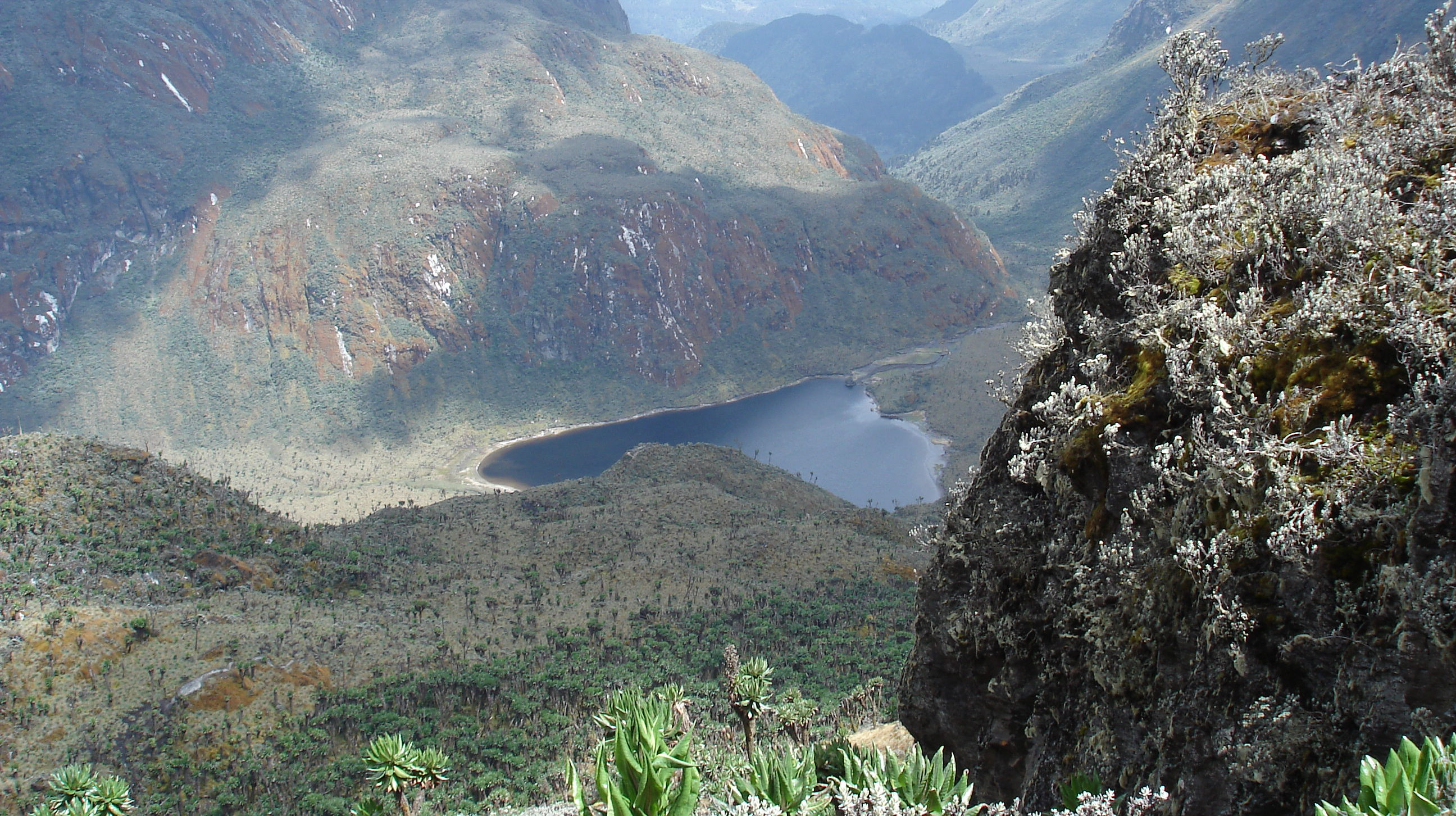
Озеро Буджуку
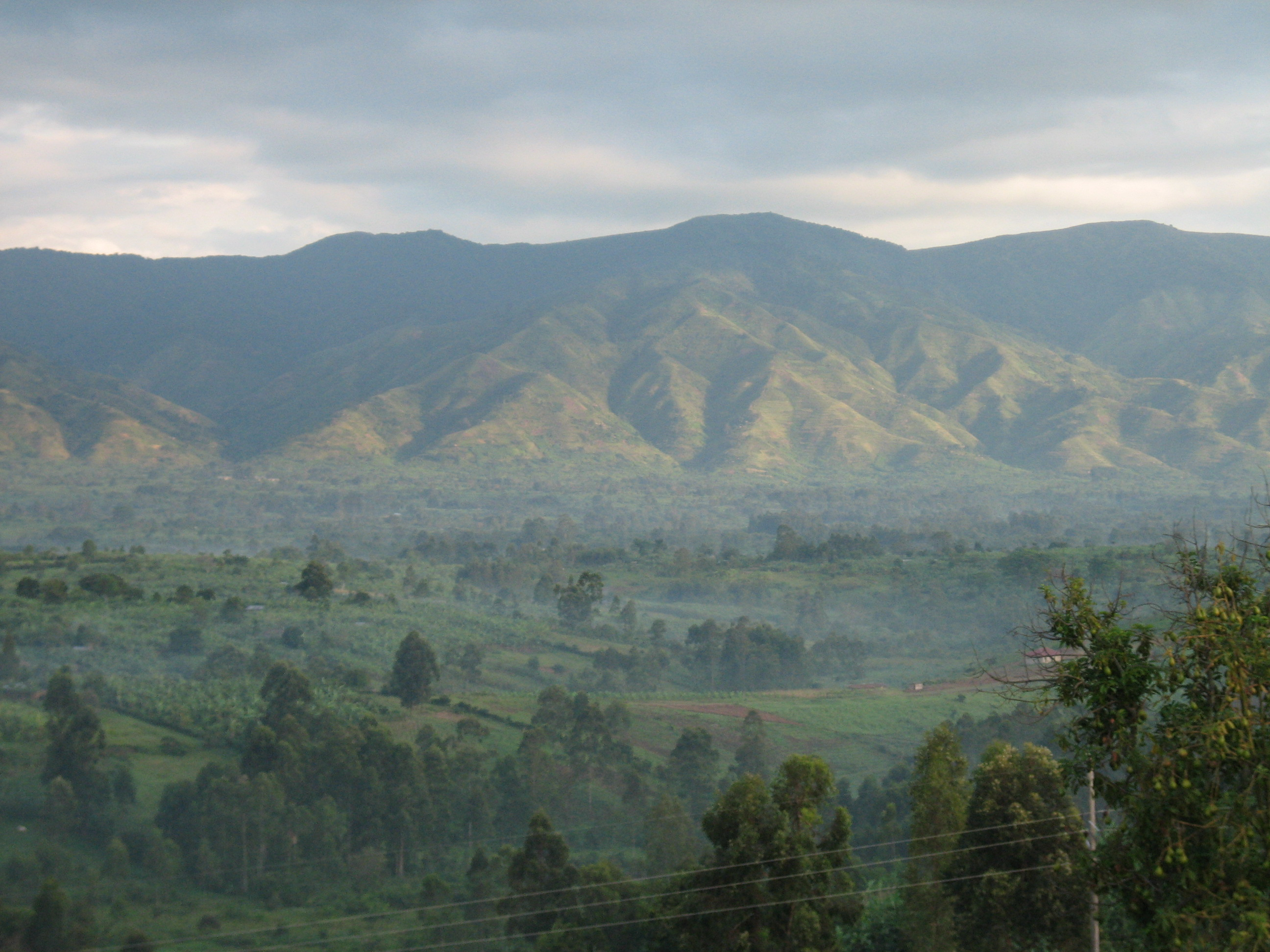
Горы Рувензори
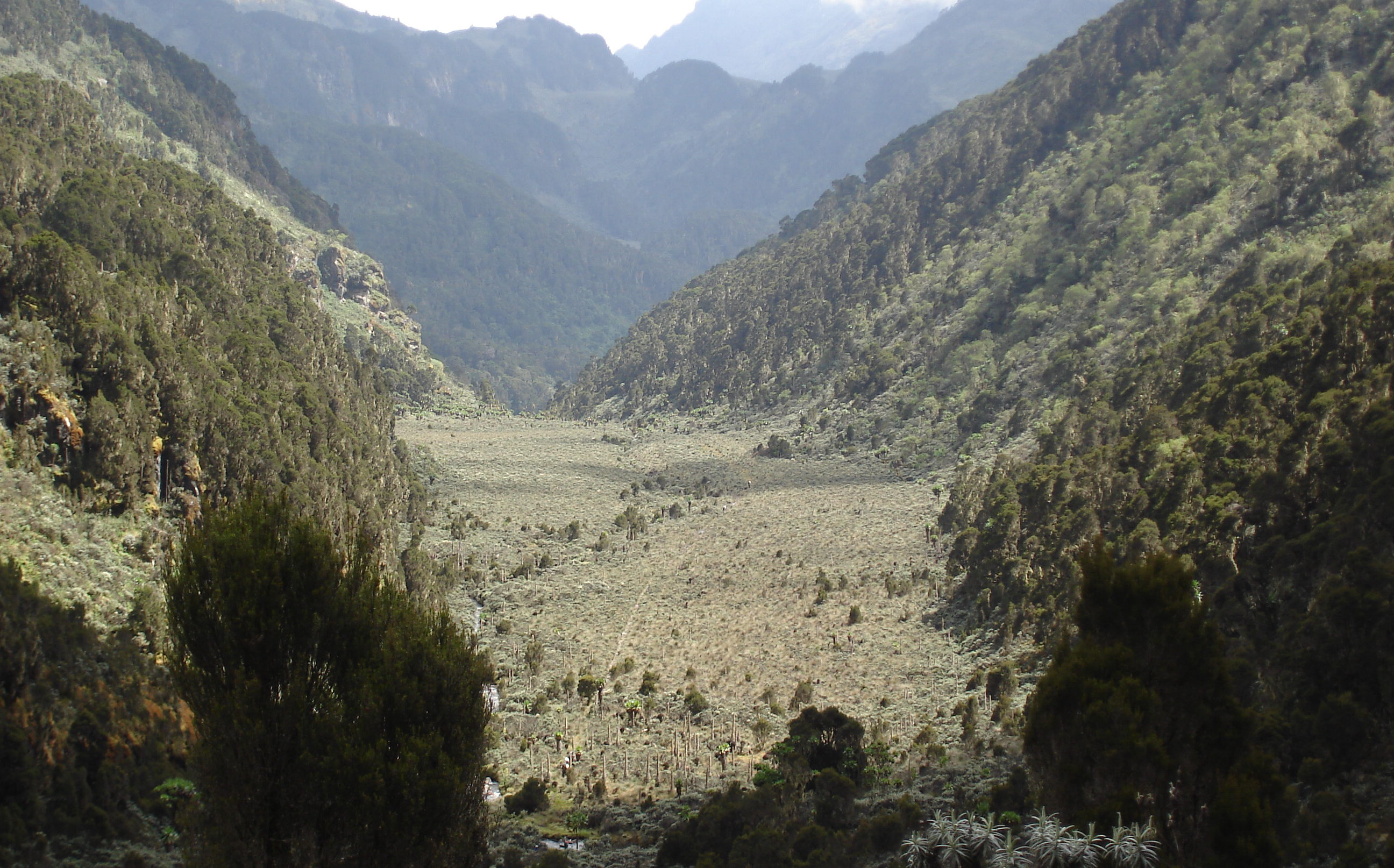
Болото Верхнее Биго
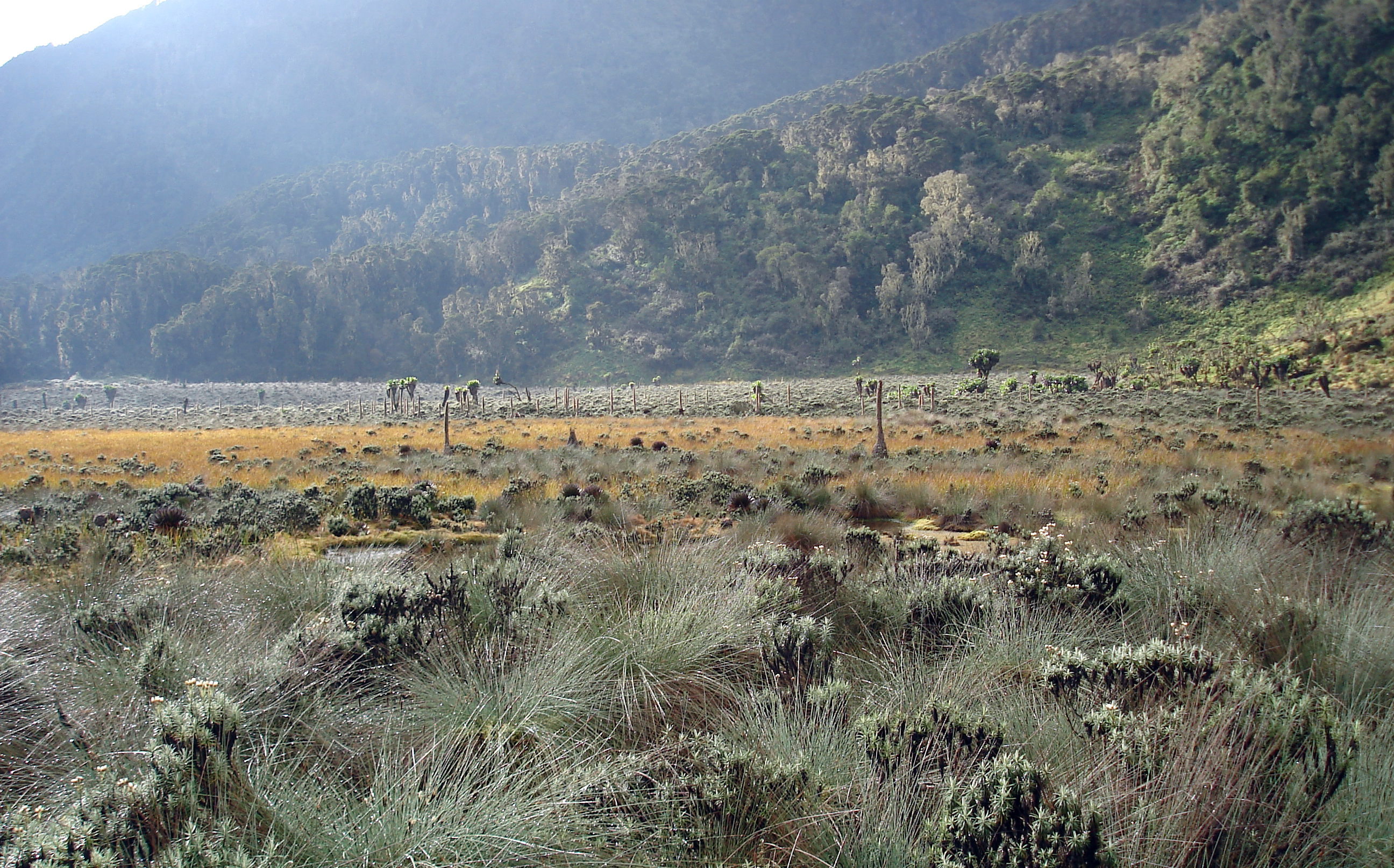
Болото Нижнее Биго
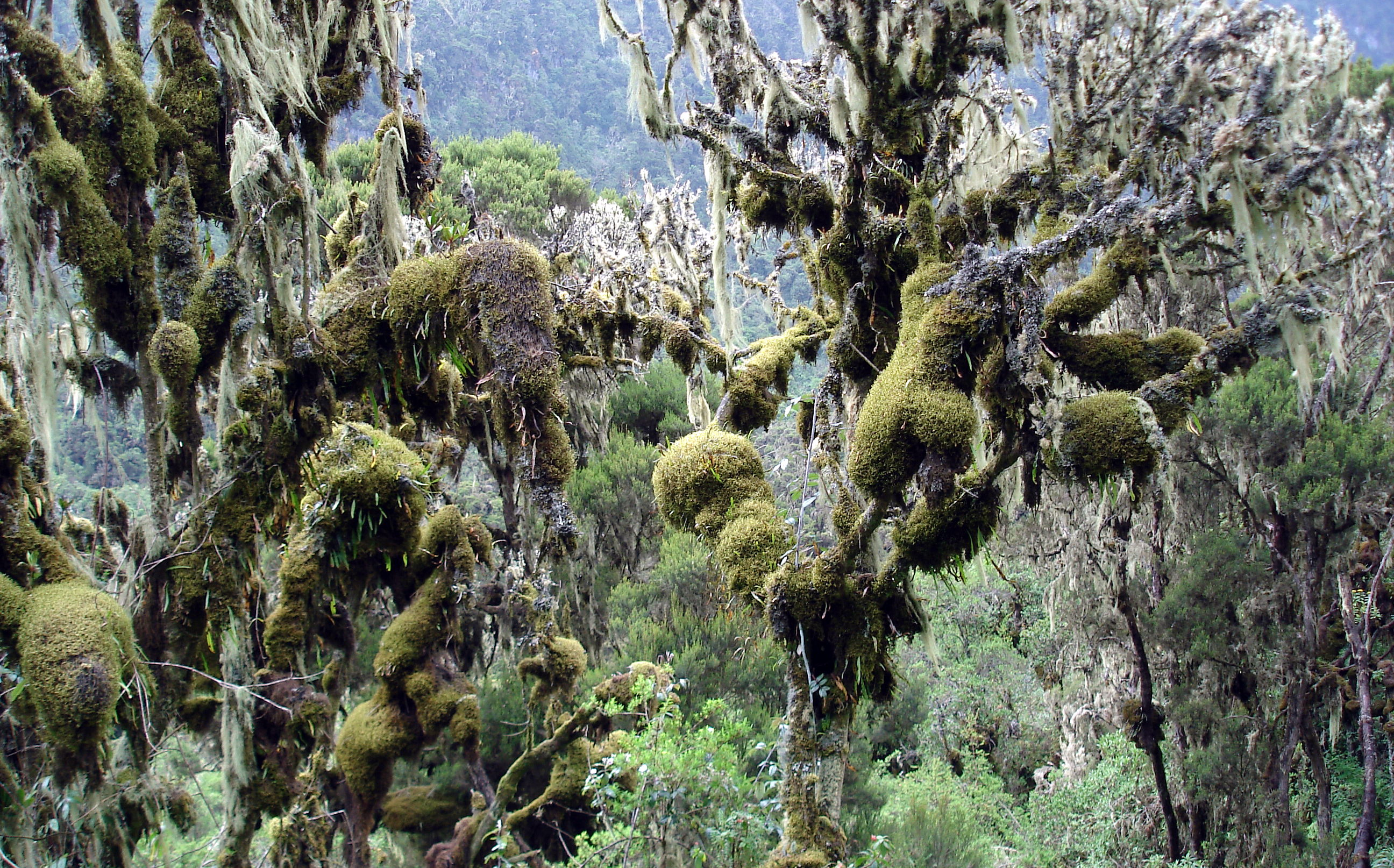
Мох на деревьях
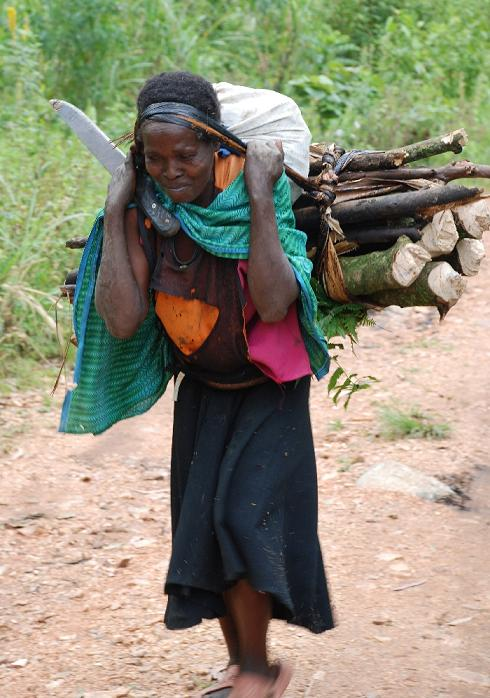
Местная жительница